# Rey de Reyes (1999)
El 1999 Rey de Reyes fue el tercer torneo anual de Reyes Rey de la lucha libre profesional y el espectáculo, promovido por Asistencia Asesoría y Administración (AAA). El evento tuvo lugar el 7 de marzo de 1999 en el Toreo de Cuatro Caminos arena en Naucalpan, Estado de México, México. El torneo Rey de Reyes consistió en una ronda semifinal de las cuatro eliminatorias de cuatro hombres y una final con los ganadores de cada una de las semifinales frente a frente en un partido de eliminación hasta que un hombre se mantuvo. La final del Torneo Rey de Reyes 1999 enfrentó a Cibernético, Octagon, Latin Lover y Electroshock contra otros. Además de los cinco torneo coincide con la muestra contó con un cuatro partidos adicionales, incluyendo un partido por el campeonato nacional Atómicos mexicana entre Los Vatos Locos y Los Vipers y un partido Lucha de Apuesta entre tres hombres que arriesgaron todo su pelo, Perro Aguayo, Sangre Chicana y El cobarde.

## Resultados
- Alda Moreno, Esther Moreno y Rossy Moreno derrotaron a La Migala, Miss Janeth y Xóchitl Hamada en un Extreme Rules Match
- Los Vatos Locos Charly Manson, May Flowers, Nigma y El Picudo (c) derrotaron a Los Viper's Histeria, Maniaco, Mosco de la Merced y Psicosis en una lucha por Campeonato Nacional Atómico de AAA
- Octagón derrotó a Espectro Jr., El Alebrije y a El Hijo del Solitario en una lucha de semifinal por el Rey de Reyes
- Cibernético derrotó a Abismo Negro, Dos Caras y Máscara Sagrada en una lucha semifinal por el Rey de Reyes
- Latin Lover derrotó a El Apache, La Panther y a Oscar Sevilla en una lucha semifinal por el Rey de Reyes
- Electroshock derrotó a Canek, Blue Demon Jr. y a Pentagón en una lucha semifinal por el Rey de Reyes
- Antonio Silva, Carlos Gutiérrez, Kick Boxer y Thai Boxer derrotaron a Heavy Metal, La Parka, Máscara Sagrada y a Perro Aguayo Jr. en una Steel Cage Match
- Cibernético derrotó a Octagón, Latin Lover y a Electroshock por el Rey de Reyes 1999
  - Cibernético se convirtió en el Rey de Reyes 1999.
- Perro Aguayo y Sangre Chicana derrotaron a El Cobarde en una lucha de apuestas Cabellera vs Cabellera
  - Como resultado, El Cobarde fue rapado.